# Campionatele Europene de Tir din 1965
A 6-a ediție a Campionatelor Europene de Tir s-a desfășurat în România, la București, în perioada 19 - 23 septembrie 1965 pe poligonul Tunari în pădurea Băneasa. Au participat peste 300 de sportivi. Pentru prima dată au fost introduse probele de armă standard. Majoritatea probelor a avut loc la București. Probele de talere aruncate din șanț și skeet seniori s-au desfășurat la Lisabona, iar cele de armă calibru mare și armă liberă calibru redus juniori au avut loc la Cairo.

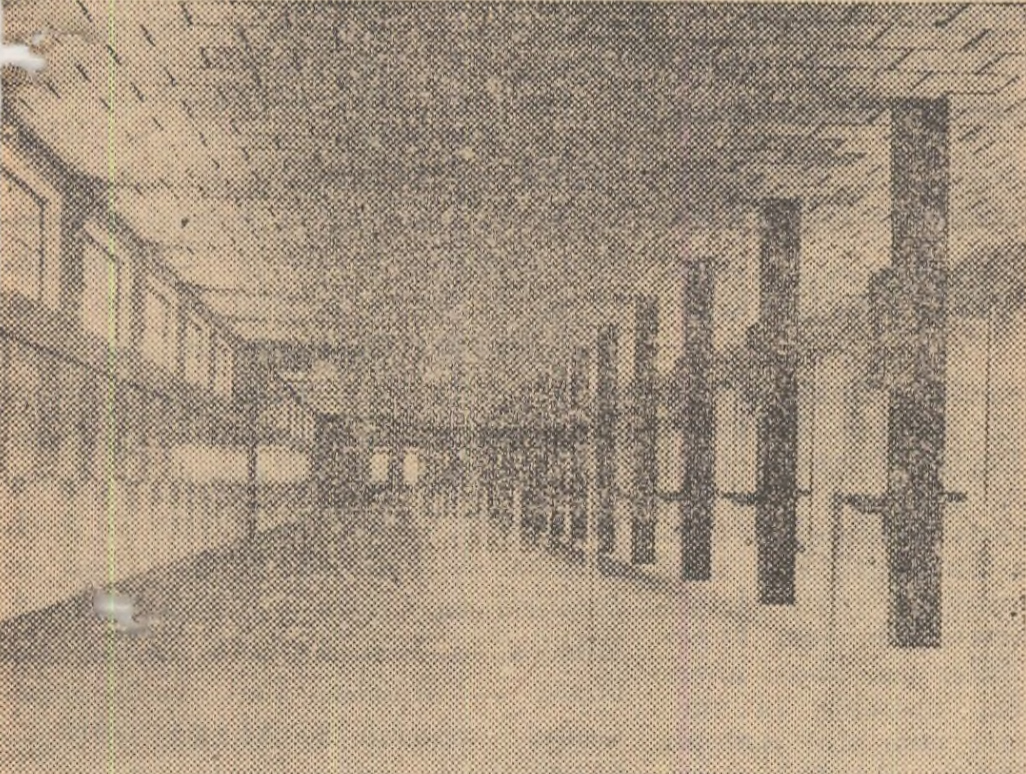
Poligon de tragere de la Tunari
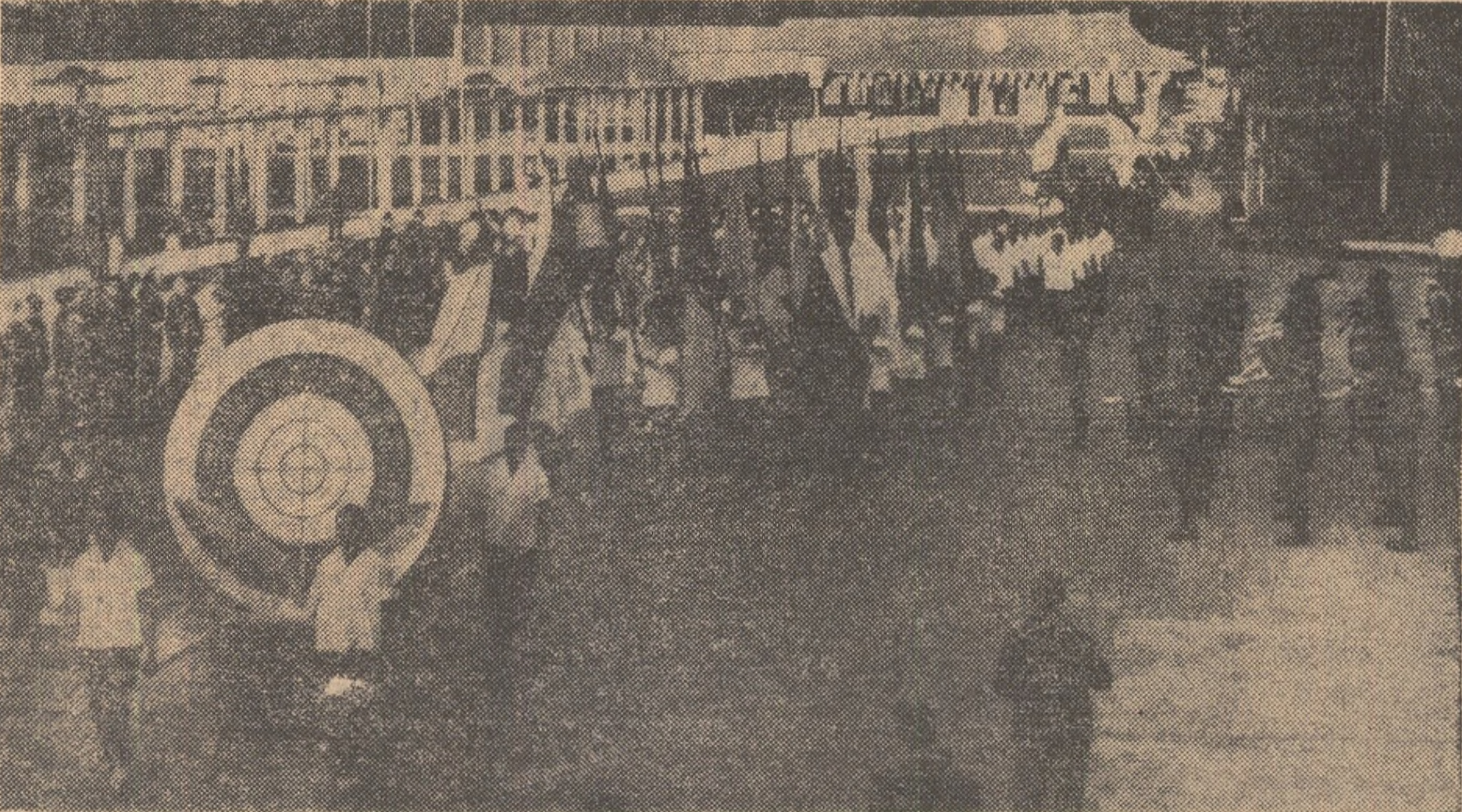
Festivitatea de deschidere
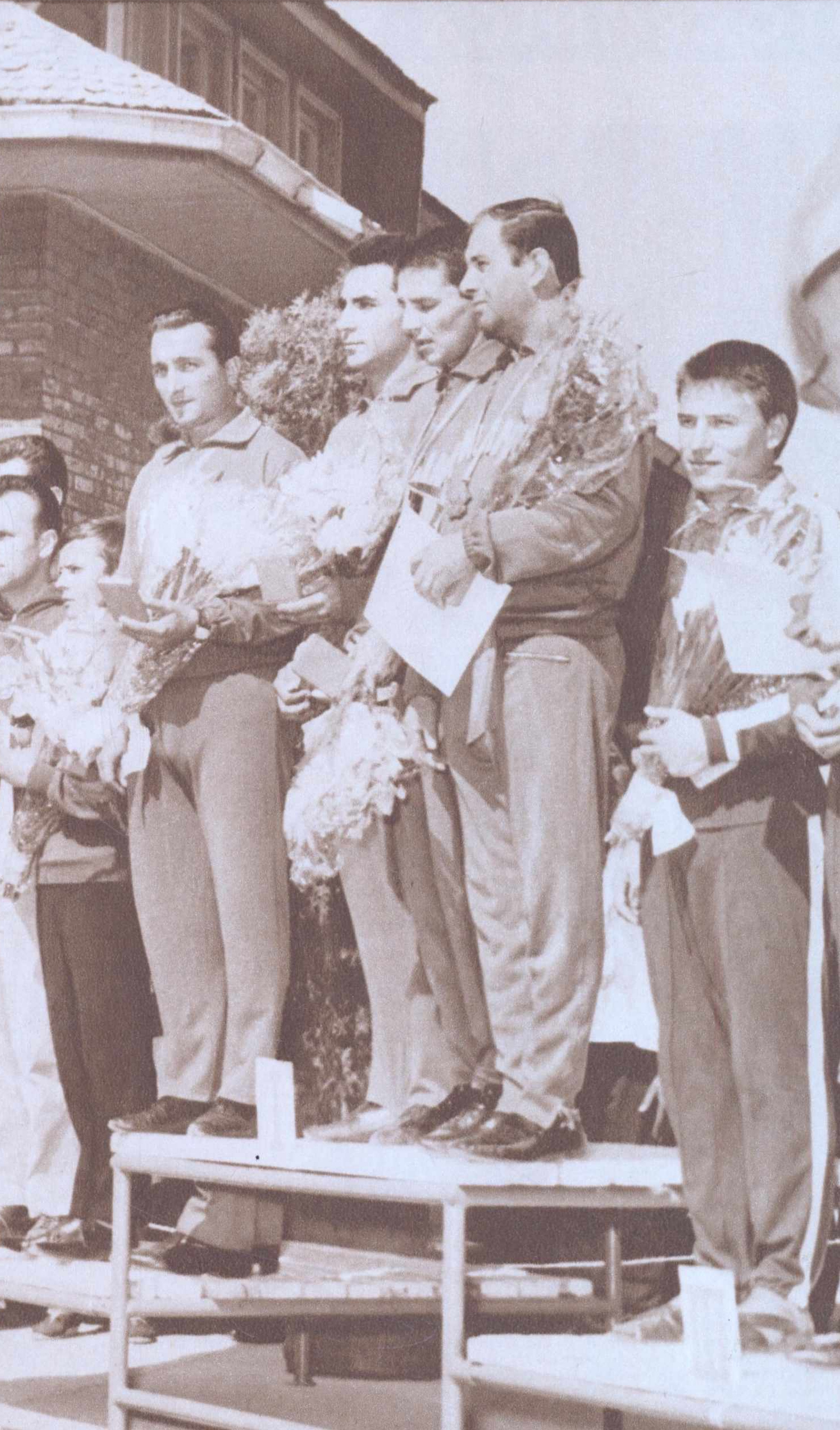
Echipa masculină a României a obținut titlul de campioană a Europei în proba de pistol viteză
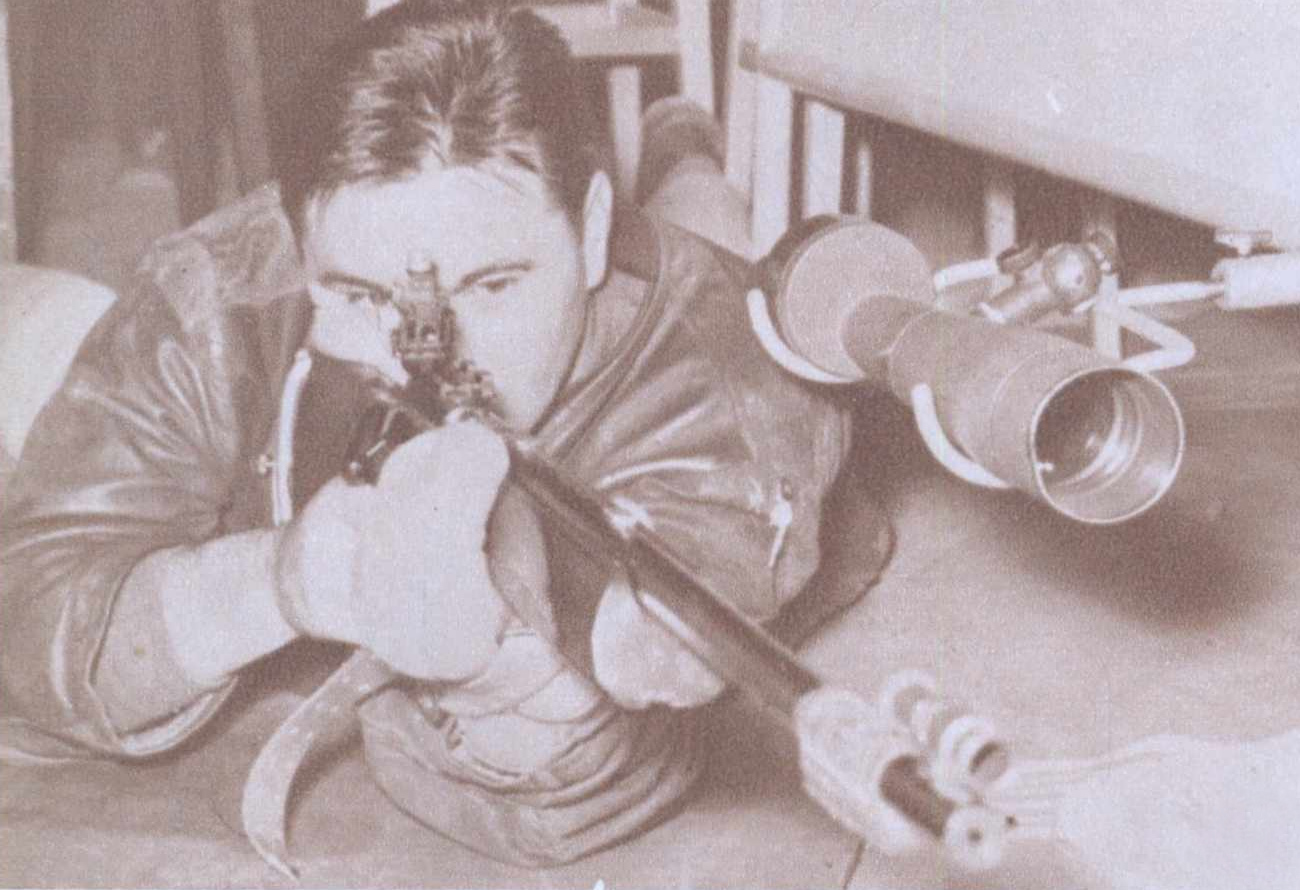
Iugoslavul B. Lončar, câștigător al medaliei de aur la proba de armă liberă 60 focuri culcat
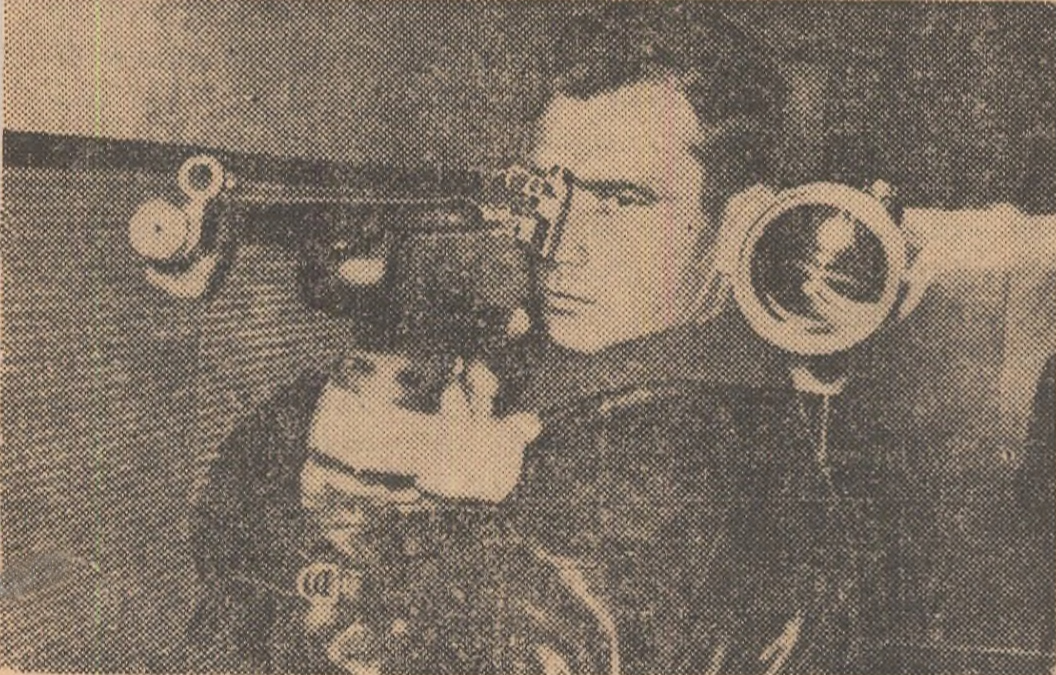
Aleksandrs Gerasimjonoks (URSS) a câștigat 7 titluri
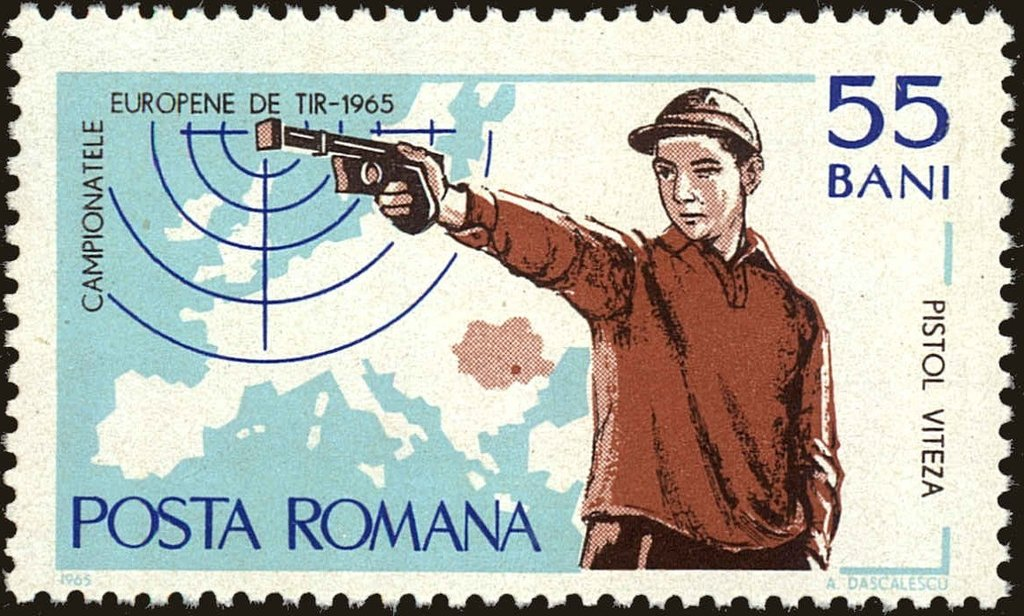
Timbru românesc din 1965

## Rezultate

### Masculin
| Probă                                                            | Aur                                                                                          | Aur       | Argint                                                                                    | Argint    | Bronz                                                                                   | Bronz     |
| Armă liberă calibru redus pozițiile culcat, genunchi și picioare | Aleksandrs Gerasimjonoks (URS)                                                               | 1150 pct. | Vitali Parhimovici (URS)                                                                  | 1145 pct. | Vladimir Ciuian (URS)                                                                   | 1143 pct. |
| Armă liberă calibru redus pozițiile culcat, genunchi și picioare | Uniunea Sovietică Vladimir Ciuian Aleksandrs Gerasimjonoks Oleg Lapkin Vitali Parhimovici    | 4555 pct. | Iugoslavia Vladimir Grozdanović Esad Đulić Branislav Lončar Miroslav Stojanović           | 4512 pct. | RFG Bernd Klingner Peter Kohnke Heinz Pilch Klaus Zähringer                             | 4503 pct. |
| Armă liberă calibru redus 60 focuri poziția culcat               | Branislav Lončar (YUG)                                                                       | 596 pct.  | John Palin (GBR)                                                                          | 596 pct.  | Uwe Mitschke (GDR)                                                                      | 594 pct.  |
| Armă liberă calibru redus 60 focuri poziția culcat               | Iugoslavia Vladimir Grozdanović Esad Đulić Branislav Lončar Miroslav Stoianovic              | 2366 pct. | Uniunea Sovietică Vladimir Ciuian Eduard Iaroș Vladimir Koneahin Vitali Parhimovici       | 2365 pct. | Republica Democrată Germană Uwe Mitschke Helmar Uhlemann Harry Köcher Werner Lippoldt   | 2360 pct. |
| Armă liberă calibru redus poziția genunchi                       | Oleg Lapkin (URS)                                                                            | 389 pct.  | Vitali Parhimovici (URS)                                                                  | 389 pct.  | Jerzy Nowicki (POL)                                                                     | 388 pct.  |
| Armă liberă calibru redus poziția genunchi                       | Uniunea Sovietică Vladimir Ciuian Aleksandrs Gerasimjonoks Oleg Lapkin Vitali Parhimovici    | 1547 pct. | Republica Democrată Germană Werner Lippold Werner Heyn Helmar Uhlemann Harry Köcher       | 1526 pct. | Iugoslavia Vladimir Grozdanović Esad Đulić Branislav Lončar Miroslav Stojanović         | 1513 pct. |
| Armă liberă calibru redus 60 focuri poziția în picioare          | Aleksandrs Gerasimjonoks (URS)                                                               | 374 pct.  | Vitali Parhimovici (URS)                                                                  | 371 pct.  | Esad Đulić (YUG)                                                                        | 369 pct.  |
| Armă liberă calibru redus 60 focuri poziția în picioare          | Uniunea Sovietică Vladimir Ciuian Aleksandrs Gerasimjonoks Oleg Lapkin Vitali Parhimovici    | 1461 pct. | Iugoslavia Vladimir Grozdanović Esad Đulić Branislav Lončar Miroslav Stojanović           | 1446 pct. | RFG Bernd Klingner Peter Kohnke Heinz Pilch Klaus Zähringer                             | 1439 pct. |
| Armă standard 3x20 focuri                                        | Aleksandrs Gerasimjonoks (URS)                                                               | 574 pct.  | Vladimir Koneahin (URS)                                                                   | 573 pct.  | Peter Kohnke (FRG)                                                                      | 569 pct.  |
| Armă standard 3x20 focuri                                        | Uniunea Sovietică Aleksandrs Gerasimjonoks Eduard Iaroș Vladimir Koneahin Vitali Parhimovici | 2277 pct. | Republica Democrată Germană Harry Köcher Hans-Joachim Lehnert Werner Lippoldt Werner Heyn | 2254 pct. | Iugoslavia Vladimir Grozdanović Branislav Lončar Slobodan Paunović Miroslav Stojanović  | 2249 pct. |
| Pistol calibru mare                                              | Józef Zapędzki (POL)                                                                         | 586 pct.  | Vladimír Kudrna (TCH)                                                                     | 586 pct.  | Leif Larsson (SWE)                                                                      | 585 pct.  |
| Pistol calibru mare                                              | Cehoslovacia Ladislav Falta Vladimír Kudrna Lubomír Nácovský Jaroslav Veselý                 | 2326 pct. | Uniunea Sovietică Igor Bakalov Grigori Kosîh Vladimir Stolîpin Renart Suleimanov          | 2320 pct. | Suedia Stig Berntsson Olle Friberg Lennart Jegelius Leif Larsson                        | 2316 pct. |
| Pistol liber                                                     | Grigori Kosîh (URS)                                                                          | 561 pct.  | Evgheni Raskazov (URS)                                                                    | 561 pct.  | Dencio Denev (BUL)                                                                      | 561 pct.  |
| Pistol liber                                                     | Uniunea Sovietică Grigori Kosîh Evgheni Raskazov Vladimir Stolîpin Anatoli Volicenko         | 2224 pct. | Elveția Ludwig Hemauer Frederic Michel Albert Späni Ernst Stoll                           | 2186 pct. | Polonia Maciej Dunin-Łabędzki Józef Frydel Rajmund Stachurski Edward Szmidt             | 2181 pct. |
| Pistol viteză                                                    | Szilárd Kun (HUN)                                                                            | 593 pct.  | Virgil Atanasiu (ROM)                                                                     | 593 pct.  | Ion Tripșa (ROM)                                                                        | 590 pct.  |
| Pistol viteză                                                    | România · Virgil Atanasiu · Mihai Dumitriu · Marcel Roșca · Ion Tripșa                       | 2769 pct. | Cehoslovacia Ladislav Falta Vladimir Jaros Lubomír Nácovský Karel Rosa                    | 2335 pct. | Uniunea Sovietică Igor Bakalov Veaceslav Francevski Renart Suleimanov Aleksandr Zabelin | 2329 pct. |

### Feminin
| Probă                                                                          | Aur                                                                 | Aur       | Argint                                                                        | Argint    | Bronz                                                                      | Bronz     |
| Armă liberă calibru redus 3 x 30 focuri pozițiile culcat, genunchi și picioare | Tatiana Riabinskaia (URS)                                           | 857 pct.  | Kira Boiko (URS)                                                              | 853 pct.  | Iordanka Savova (BUL)                                                      | 844 pct.  |
| Armă liberă calibru redus 3 x 30 focuri pozițiile culcat, genunchi și picioare | Uniunea Sovietică Kira Bojko Tamara Cerkasowa Tatiana Riabinskai    | 2551 pct. | Bulgaria · Anka Elitina · Ilka Ialamowa · Iordanka Sawowa                     | 2508 pct. | Republica Democrată Germană Helga Börner Urike Mehlhorn Renate Wischnewski | 2505 pct. |
| Armă liberă calibru redus poziția culcat 40 focuri                             | Tamara Komaristova (URS)                                            | 589 pct.  | Brigitte Bereither (FRG)                                                      | 588 pct.  | Barbara Kopyt (POL)                                                        | 588 pct.  |
| Armă liberă calibru redus poziția culcat 40 focuri                             | Uniunea Sovietică Kira Boiko Tamara Komaristova Tatiana Riabinskaia | 1754 pct. | Republica Democrată Germană Helga Tittmann Ulrike Mehlhorn Renate Wischnewski | 1745 pct. | Iugoslavia Magdalena Herold Desanka Perović Brigita Zdenjak                | 1741 pct. |

### Juniori
| Probă | Aur                                                           | Aur    | Argint                                                      | Argint | Bronz                          | Bronz  |
| Skeet | Aleksandr Eselievici (URS)                                    | 99 t.  | Bogdan Marinescu (ROM)                                      | 97 t.  | B. Bulba (URS)                 | 97 t.  |
| Skeet | Uniunea Sovietică Aleksandr Eselievici B. Bulba E. Kondratiev | 291 t. | România · Bogdan Marinescu · Gh. Sencovici · Sergiu Diaconu | 282 t. | Suedia D. Abelsson A. Karlsson | 277 t. |

## Clasament pe medalii
| Loc   | Țară                        | Aur | Argint | Bronz | Total |
| ----- | --------------------------- | --- | ------ | ----- | ----- |
| 1     | Uniunea Sovietică           | 14  | 8      | 2     | 24    |
| 2     | Iugoslavia                  | 2   | 2      | 4     | 8     |
| 3     | Cehoslovacia                | 1   | 2      | 0     | 3     |
| 4     | România                     | 1   | 1      | 1     | 3     |
| 5     | Polonia                     | 1   | 0      | 3     | 4     |
| 6     | Ungaria                     | 1   | 0      | 0     | 1     |
| 7     | Republica Democrată Germană | 0   | 3      | 3     | 6     |
| 8     | RFG                         | 0   | 1      | 3     | 4     |
| 9     | Bulgaria                    | 0   | 1      | 2     | 3     |
| 10    | Elveția                     | 0   | 1      | 0     | 1     |
| 10    | Regatul Unit                | 0   | 1      | 0     | 1     |
| 12    | Suedia                      | 0   | 0      | 2     | 2     |
| Total | Total                       | 20  | 20     | 20    | 60    |